# Miloš Nesović
Miloš Nesović (Servisch: Милош Нешовић) (1937 - ) is een Servisch politicus.
Miloš Nesović was van 1996 tot 1998 Prefect van het Kosovo District, de naam van Kosovo als Autonome Provincie Kosovo en Metohija (1990-1999) en tijdens het bestuur van de Interim Administration Mission in Kosovo van de Verenigde Naties (UNMIK), als oppositie tegen het VN-bestuur. Zijn voorganger was Aleksa Jokić en hij werd opgevolgd door Veljko Odalović.